# Liste der Bahnhöfe in Ulm
Die Übersicht der Bahnhöfe in Ulm beschreibt alle bestehenden und ehemaligen Bahnhöfe der baden-württembergischen Großstadt Ulm im Personen- und Güterverkehr. Insgesamt existieren in Ulm vier bestehende und drei ehemalige Personenbahnhöfe sowie zwei Güterbahnhöfe. Neben dem Ulmer Hauptbahnhof gibt es in Ulm derzeit den Bahnhof Ulm-Söflingen sowie die Haltepunkte Ulm Ost und Ulm-Donautal. Ehemals existierten außerdem der Bahnhof Ulm-Donautal, der Bahnhof Einsingen und der Haltepunkt Jungingen (Württ). Der Güterverkehr läuft über den Ulmer Rangierbahnhof und den Umschlagbahnhof.

## Bestehende Personenbahnhöfe

### Ulm Hauptbahnhof
→ Hauptartikel: Ulm Hauptbahnhof

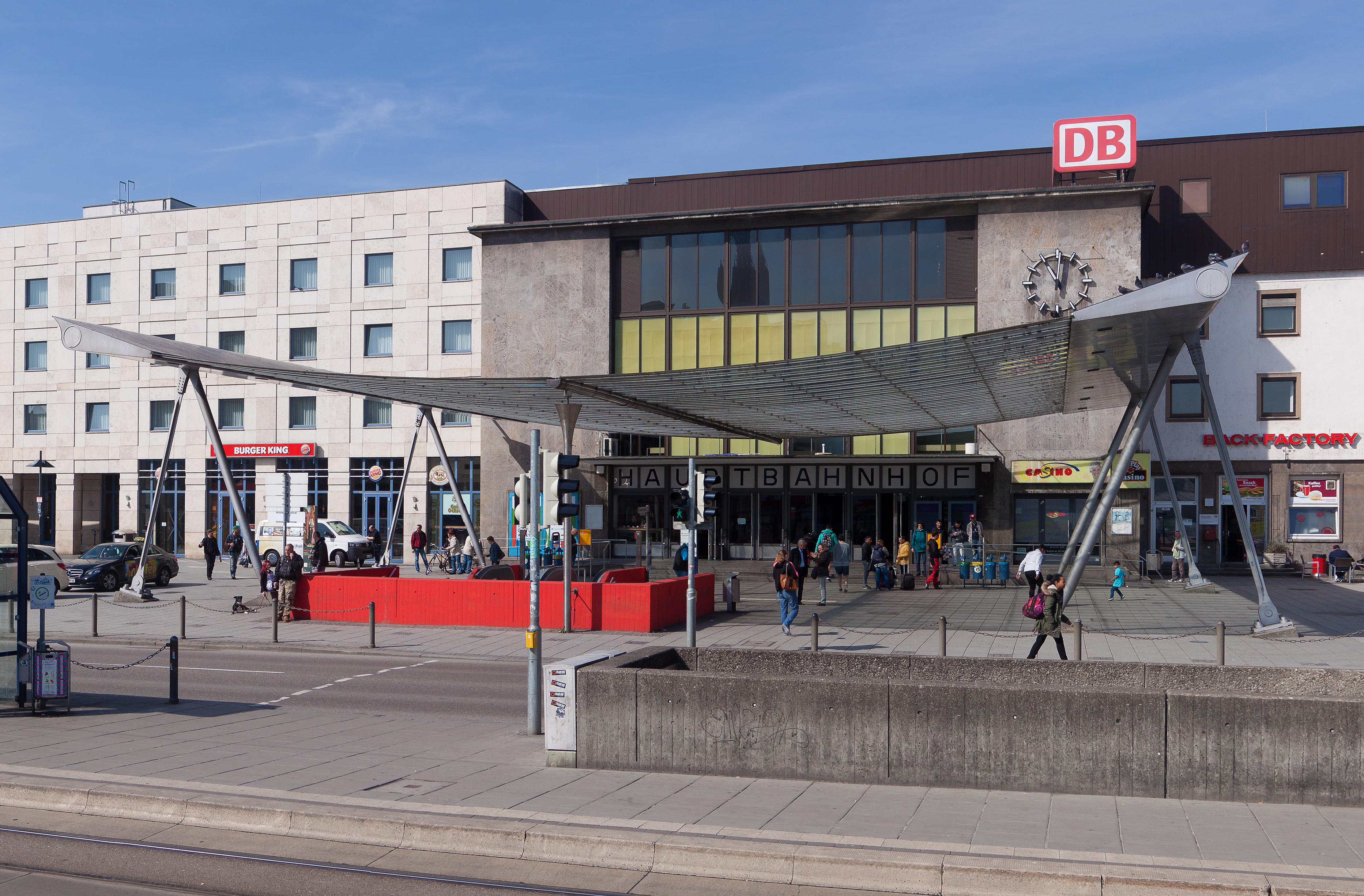
Ulm Hauptbahnhof

Ulm Hauptbahnhof ist der größte Ulmer Bahnhof und ein wichtiger Eisenbahnknoten in Baden-Württemberg. Er befindet sich im Westen der Ulmer Innenstadt. Der Bahnhof wurde am 1. Juni 1850 als Ausgangspunkt der Bahnstrecke Ulm–Friedrichshafen eröffnet. Mit der Eröffnung der Filstalbahn von Stuttgart am 29. Juni 1850 wurde er zum Durchgangsbahnhof und mit der Fertigstellung der Bayerischen Maximiliansbahn, die über die Donau nach Augsburg und München führt, zum Knotenpunkt. Später wurden zudem die Bahnstrecke Ulm–Sigmaringen und die Bahnstrecke Aalen–Ulm errichtet. Das im Zweiten Weltkrieg zerstörte Empfangsgebäude von 1850 wurde 1953 durch einen bis heute bestehenden Neubau ersetzt. Der Ulmer Hauptbahnhof besitzt zwölf Bahnsteiggleise. Er wird als Fernverkehrssystemhalt mindestens stündlich von Intercity-Express-, Intercity- und EuroCity-Zügen bedient und ist ein Knotenpunkt im Regionalverkehr. Er ist in die Preisklasse 2 von DB Station&Service eingeordnet. Außerdem besteht Umsteigemöglichkeit zur Ulmer Straßenbahn und einigen Buslinien der SWU Nahverkehr Ulm/Neu-Ulm.

### Ulm-Söflingen

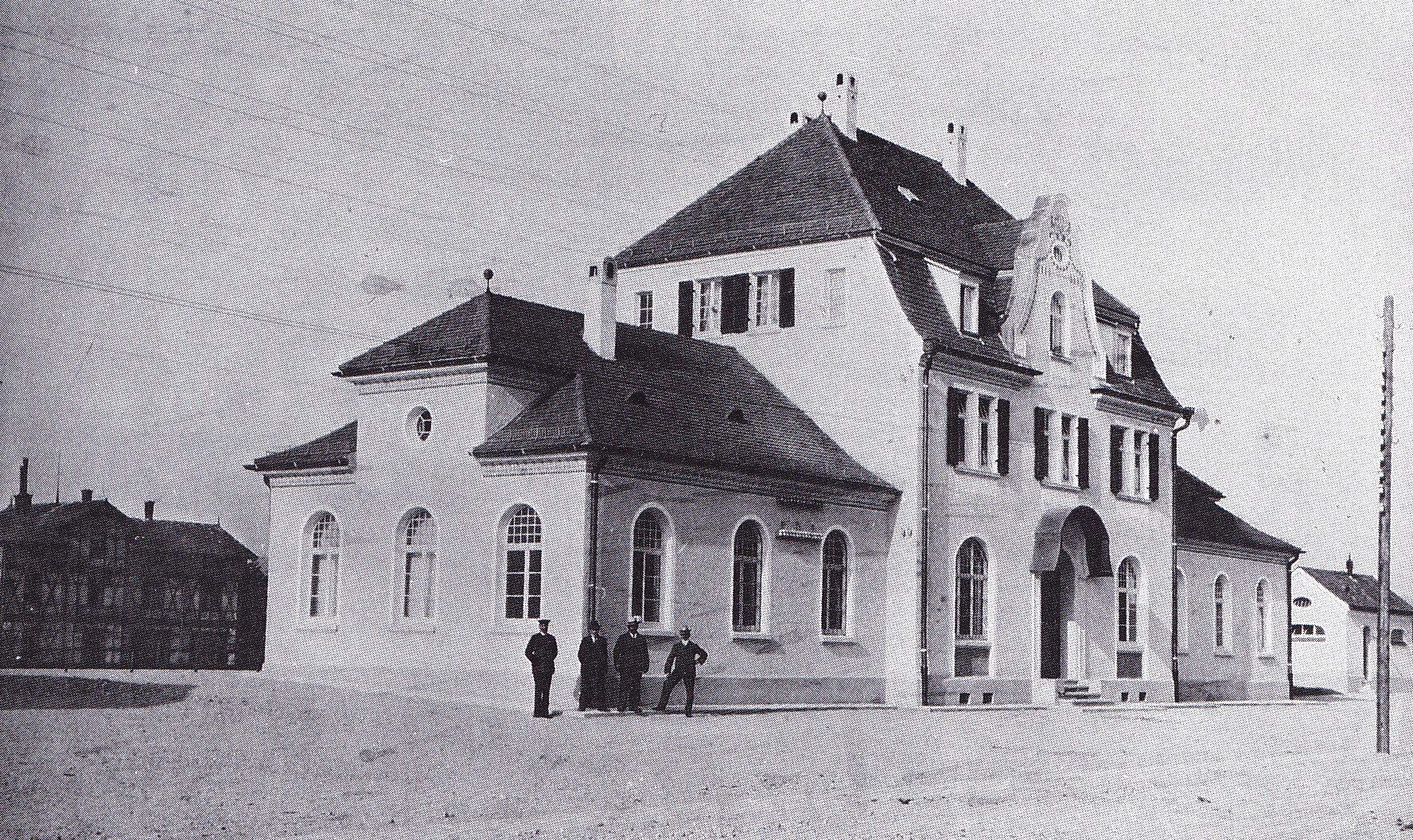
Neuer Bahnhof Söflingen 1907, im Hintergrund links der alte Bahnhof

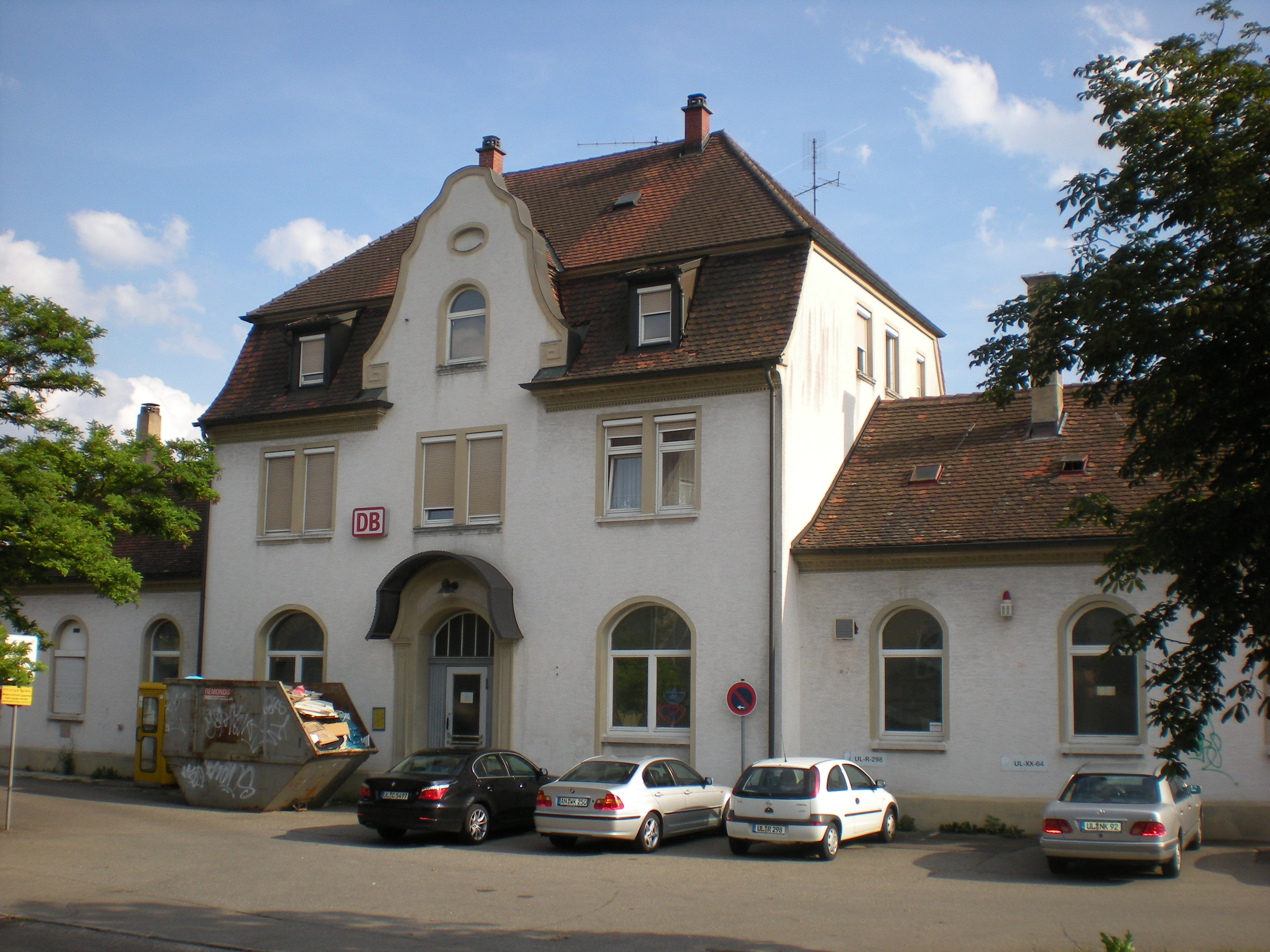
Empfangsgebäude Söflingen 2012

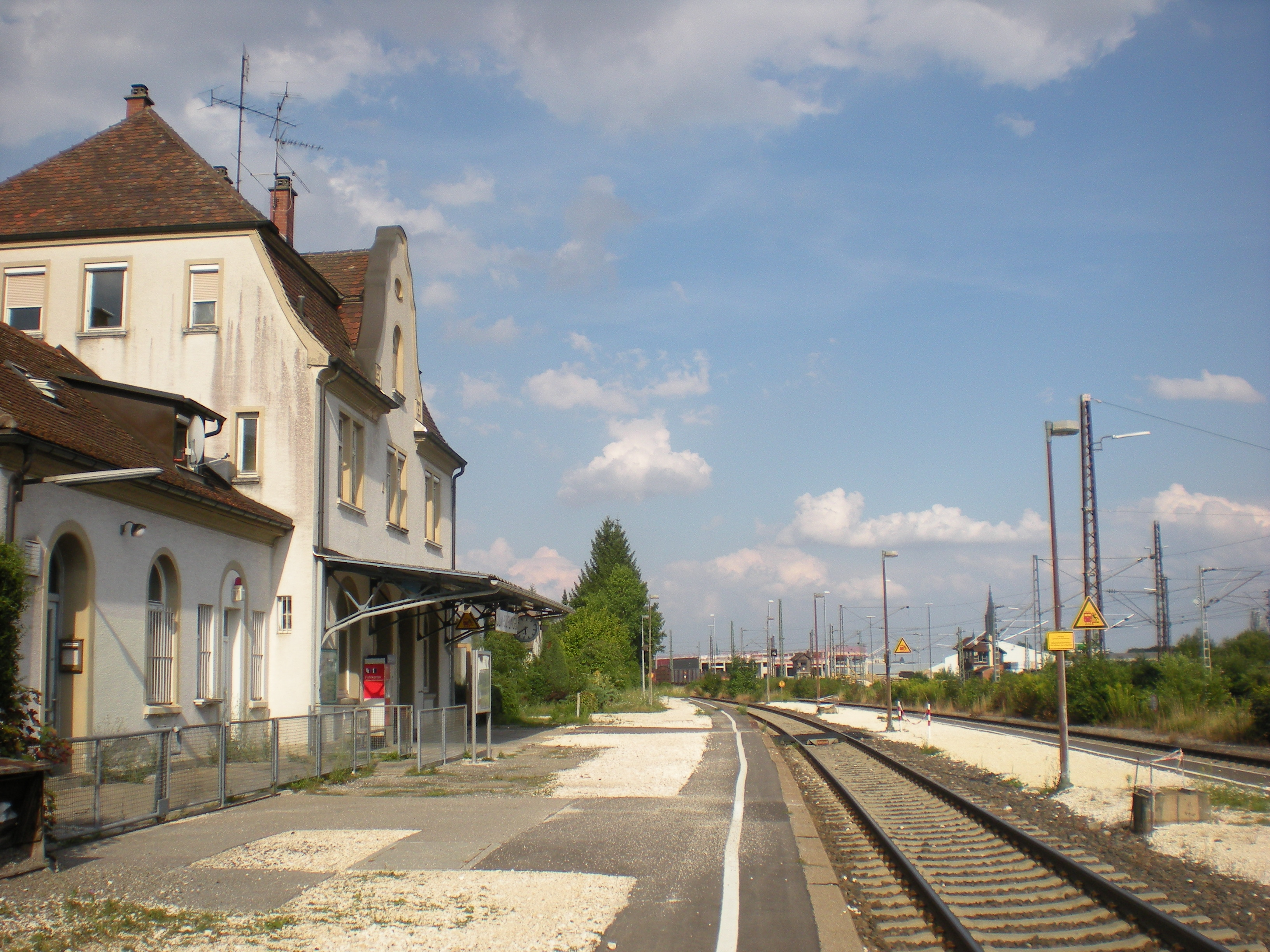
Bahnsteige des Bahnhofs Söflingen 2012

Der Bahnhof Ulm-Söflingen (Lage) ist ein zweigleisiger Bahnhof an der Bahnstrecke Ulm–Sigmaringen im Nordwesten des Ulmer Rangierbahnhofs. Er befindet sich an der Grenze der Ulmer Stadtteile Eselsberg im Norden und Söflingen im Süden westlich der Ulmer Innenstadt. Das Empfangsgebäude befindet sich an der Straße In der Wanne, die im Norden der Bahnstrecke verläuft.
Der erste Söflinger Bahnhof wurde am 2. August 1868 zusammen mit dem ersten Abschnitt Ulm–Blaubeuren der Strecke nach Sigmaringen eröffnet. Das Empfangsgebäude des von Anfang an mit zwei Bahnsteiggleisen ausgestatteten Bahnhofs befand sich im Süden der Bahnstrecke in der damals noch eigenständigen Gemeinde Söflingen. Mit dem Bau des Ulmer Rangierbahnhofs musste die Sigmaringer Strecke und damit auch der Bahnhof Söflingen nach Norden verlegt werden, um Platz für die Rangiergleise zu schaffen. 
Am 28. April 1907 wurde der neue Bahnhof Söflingen eröffnet, dessen Empfangsgebäude sich nun nördlich der Gleise befand. Während der alte Bahnhof weiterhin im Güterverkehr benutzt wurde, diente der neue Bahnhof nun dem Personenverkehr und der Abfertigung von Gepäck, Eilgut und Expressgut. Die beiden Bahnhöfe wurden durch einen Bahnübergang verbunden, der im Mai 1907 durch eine Fußgängerunterführung ersetzt wurde. Bereits 1906 wurde zur Verbindung der Ulmer Stadtteile Eselsberg und Söflingen eine die Sigmaringer Strecke und den Rangierbahnhof überquerende Straßenbrücke errichtet, die 39 Meter lang und sechs Meter breit war und den Namen „Lupferbrücke“ erhielt. 
Am 19. März 1912 wurde der zweigleisige Ausbau der Sigmaringer Strecke zwischen Ulm und Söflingen abgeschlossen, von 1937 bis 1939 wurde auch der Abschnitt Söflingen–Herrlingen zweigleisig ausgebaut. 1977 wurde das Gebäude des alten Söflinger Bahnhofs abgebrochen.
Das Empfangsgebäude ist ein symmetrischer dreigeschossiger Bau mit Mansarddach und Schopfwalm, auf das auf beiden Seiten Zwerchhäuser mit Schweifgiebeln aufgesetzt sind. Im Westen und Osten schließen Anbauten mit Walmdach an, die seitlich ebenfalls mit Zwerchhäusern ausgestattet sind. Im östlichen Anbau befand sich ein 1910 in Betrieb genommenes mechanisches Stellwerk der Bauart Siemens & Halske 1901. Am 8. November 2013 wurde das Stellwerk stillgelegt und am 11. November 2013 östlich des Empfangsgebäudes ein neues elektronisches Stellwerk (ESTW) der Bauart Thales L 90 in Betrieb genommen, aus dem der Bahnhof Söflingen und der Rangierbahnhof gesteuert werden. Der Warteraum des Bahnhofsgebäudes ist inzwischen wegen Vandalismus geschlossen, seit der Eröffnung des ESTW ist es nicht mehr besetzt.
Bis 2013 waren am Bahnhof ein Hausbahnsteig und ein Zwischenbahnsteig vorhanden. Der Hausbahnsteig mit Gleis 1 war 198 m lang und 38 cm hoch, der Zwischenbahnsteig mit Gleis 2, der nur durch Überqueren von Gleis 1 zugänglich war, war 212 m lang und 24 cm hoch. Im Herbst 2013 wurde der Bahnhof im Zuge der Einrichtung des ESTW Ulm-Söflingen umgebaut und die bisherigen Bahnsteige durch zwei 115 m lange und 55 cm hohe Bahnsteige ersetzt. Der Seitenbahnsteig an Gleis 2 ist über eine neu errichtete Unterführung mit dem Hausbahnsteig verbunden. Der Bahnhof gehört der Preisklasse 6 von DB Station&Service an.
Der Bahnhof wird im Halbstundentakt von Regio-S-Bahnen der Linie RS 3 bedient. Samstags und sonntags besteht ein Stundentakt. Die Regional-Express-Züge der Linie RE 55 durchfahren den Bahnhof ohne Halt.
| Linie | Strecke                                                                  | Frequenz                                     |
| ----- | ------------------------------------------------------------------------ | -------------------------------------------- |
| RS 3  | Ulm – Ulm-Söflingen – Herrlingen (– Blaubeuren – Ehingen – Munderkingen) | Halbstundentakt (stündlich bis Munderkingen) |

(Stand: 11. Dezember 2022)

### Ulm Ost

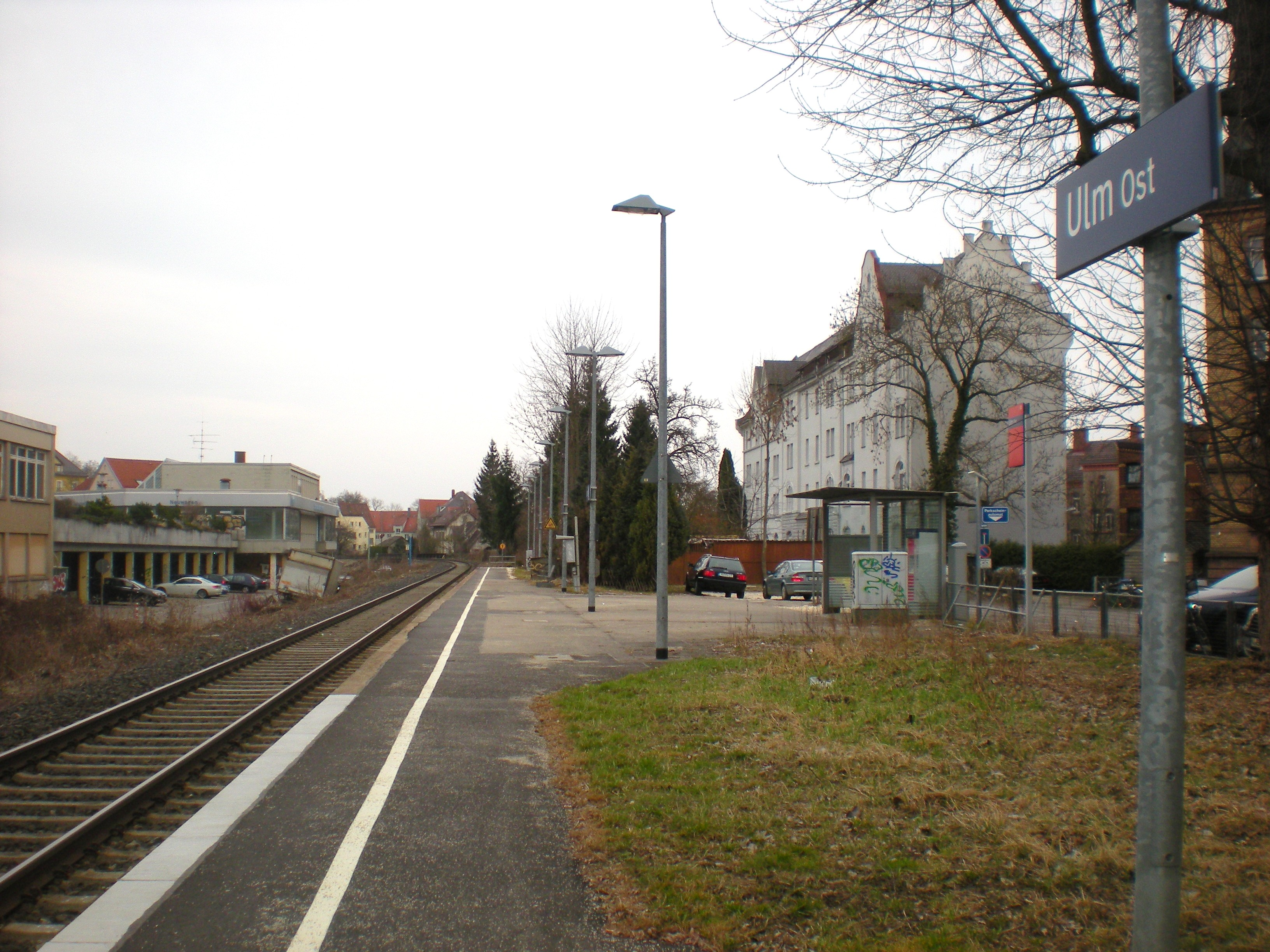
Haltepunkt Ulm Ost

Der Haltepunkt Ulm Ost (Lage) ist ein eingleisiger Haltepunkt an der Bahnstrecke Aalen–Ulm. Er befindet sich nördlich der Innenstadt und südöstlich des Stadtteils Michelsberg. Im Süden des Haltepunkts verläuft die Karlstraße, im Norden die Filstalbahn von Ulm nach Stuttgart. Er wurde am 20. September 1886 als Haltepunkt Ulm Stuttgarter Tor eröffnet und später in Ulm Ost umbenannt. Im April 1932 wurde eines der Tunnelportale des im September 1931 wegen der Elektrifizierung abgerissenen Doppeltunnels an der Filstalbahn am Haltepunkt Ulm Ost aufgestellt. Der Haltepunkt besteht aus einem Gleis, das sich an einem 124 m langen und 24 cm hohen Seitenbahnsteig befindet, und gehört der Preisklasse 6 an.
Der Haltepunkt wird im Stundentakt von Regio S-Bahnen zwischen Langenau und Ulm Hauptbahnhof bedient. In den Tagesrandlagen fahren die Züge weiter bis Aalen. Die Regional-Express-Züge der Linie RE 50 durchfahren den Bahnhof ohne Halt.
| Linie | Strecke                            | Frequenz                                  |
| ----- | ---------------------------------- | ----------------------------------------- |
| RS 51 | Ulm – Ulm Ost – Langenau (– Aalen) | Stundentakt (in Tagesrandlagen bis Aalen) |

### Ulm-Donautal

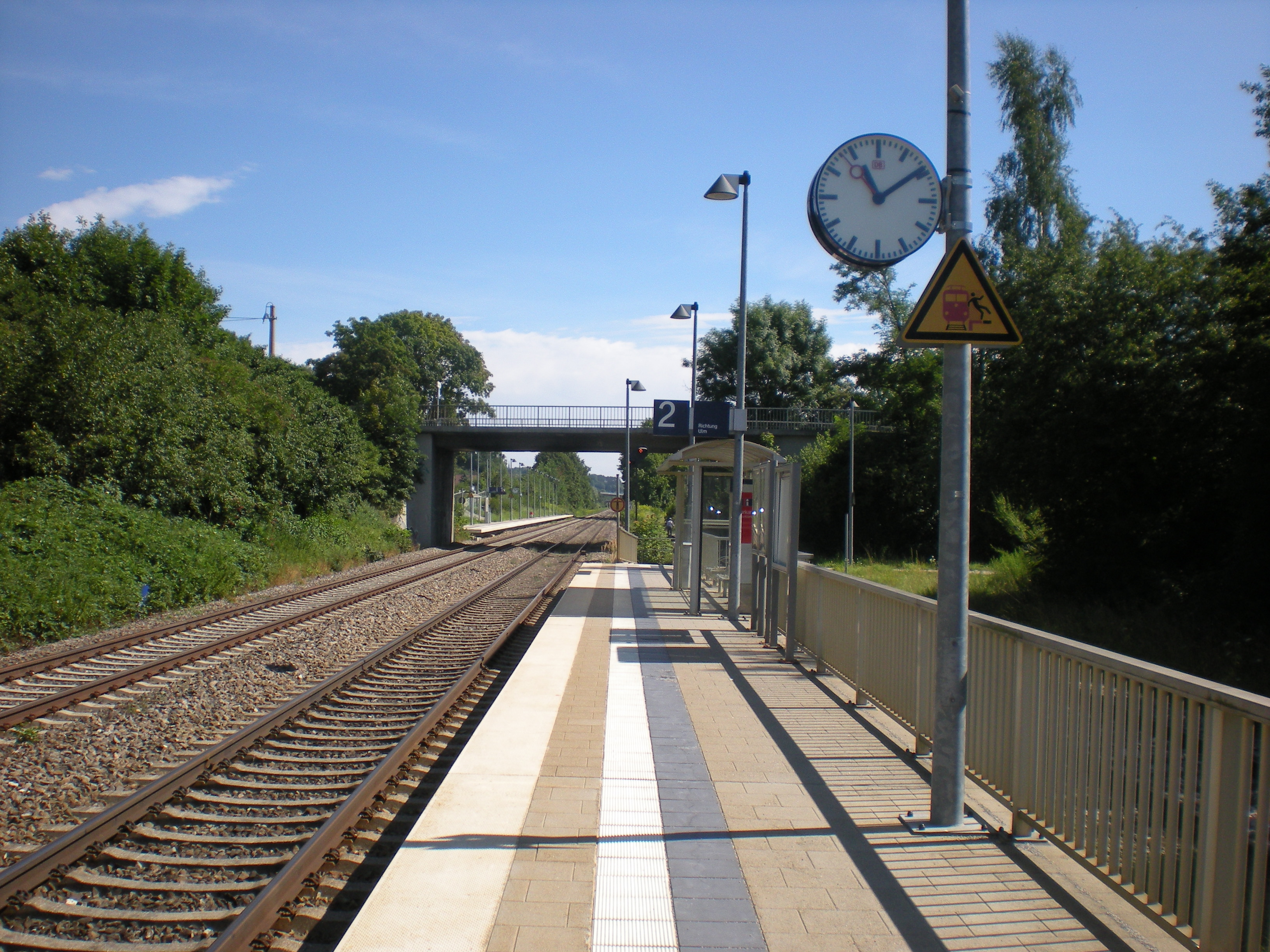
Haltepunkt Ulm-Donautal

Der Haltepunkt Ulm-Donautal (Lage) ist ein zweigleisiger Haltepunkt an der Bahnstrecke Ulm–Friedrichshafen. Im Nordwesten der Bahnstrecke verläuft die Bundesstraße 311 mit dem Namen Erbacher Straße, von der auf Höhe des Haltepunkts die Eisenbahnstraße zum 600 Meter entfernten Ulmer Stadtteil Grimmelfingen abzweigt. Die Benzstraße verbindet die Bundesstraße über eine direkt über dem Haltepunkt liegende Straßenbrücke mit der im Südosten der Strecke verlaufenden Nikolaus-Otto-Straße, beziehungsweise Boschstraße, im Ulmer Industriegebiet Donautal. Der Haltepunkt wurde am 4. Juni 1903 als Haltepunkt Grimmelfingen eröffnet und war anfangs dem Bahnhof Einsingen unterstellt. Am 1. Januar 1926 wurde der Haltepunkt, der bisher nur im Reiseverkehr und beschränkt im Gepäckverkehr benutzt wurde, für die uneingeschränkte Abfertigung von Reisegepäck, Expressgut und Hunden zugelassen. Am 1. Februar 1933 erhielt er den Namen Ulm-Grimmelfingen und am 1. Mai 1938 wurde er dem Ulmer Hauptbahnhof unterstellt. Der Haltepunkt wurde im Reiseverkehr von Anfang an hauptsächlich von Personenzügen bedient. So hielten im Jahr 1944 an Ulm-Grimmelfingen drei Züge der Relation Ulm–Friedrichshafen und drei Züge der Relation Ulm–Laupheim, während alle Schnellzüge den Haltepunkt ohne Halt durchfuhren. Am 17. Mai 1953 wurde der Haltepunkt stillgelegt und die Bahnsteige abgebaut. Im Jahr 2003 wurde etwa an derselben Stelle der neue Haltepunkt Ulm-Donautal eröffnet.
Der Haltepunkt besitzt zwei Gleise an versetzt angeordneten Seitenbahnsteigen, der Bahnsteig in Richtung Friedrichshafen befindet sich im Nordosten der Straßenbrücke, der Bahnsteig in Richtung Ulm im Südwesten. Die beiden behindertengerecht ausgestatteten Bahnsteige sind 170 m lang und 55 cm hoch. Der Haltepunkt gehört der Preisklasse 6 an. Parallel zur Bahnstrecke Ulm–Friedrichshafen verläuft das an der Ausweichanschlussstelle Ulm-Donautal, dem ehemaligen Bahnhof Ulm-Donautal, abzweigende Anschlussgleis, das verschiedene Firmen des Industriegebiets anbindet. Um den Seitenbahnsteig der Züge in Richtung Ulm zu erreichen, muss zuvor das Anschlussgleis mit einem schienengleichen Übergang überquert werden.
Der Haltepunkt Ulm-Donautal wird von den beiden Regio-S-Bahn-Linien RS 2 und RS 21 zusammen alle 30 Minuten bedient. Die Züge fahren zwischen Ulm Hbf und Biberach (Riß) Süd; einzelne Züge fahren darüber hinaus bis Aulendorf. Die Regional-Express-Züge der Linien RE 3 und RE 5 durchfahren Ulm-Donautal ohne Halt.
| Linie | Strecke                                                                                    | Frequenz              |
| ----- | ------------------------------------------------------------------------------------------ | --------------------- |
| RS 2  | Ulm Hbf – Ulm-Donautal – Laupheim West – Biberach (Riß) Süd                                | Stundentakt (Mo – Fr) |
| RS 21 | Ulm Hbf – Ulm-Donautal – Laupheim West – Laupheim Stadt – Biberach (Riß) Süd (– Aulendorf) | Stundentakt           |

(Stand: 11. Dezember 2022)

## Ehemalige Personenbahnhöfe

### Ulm-Donautal

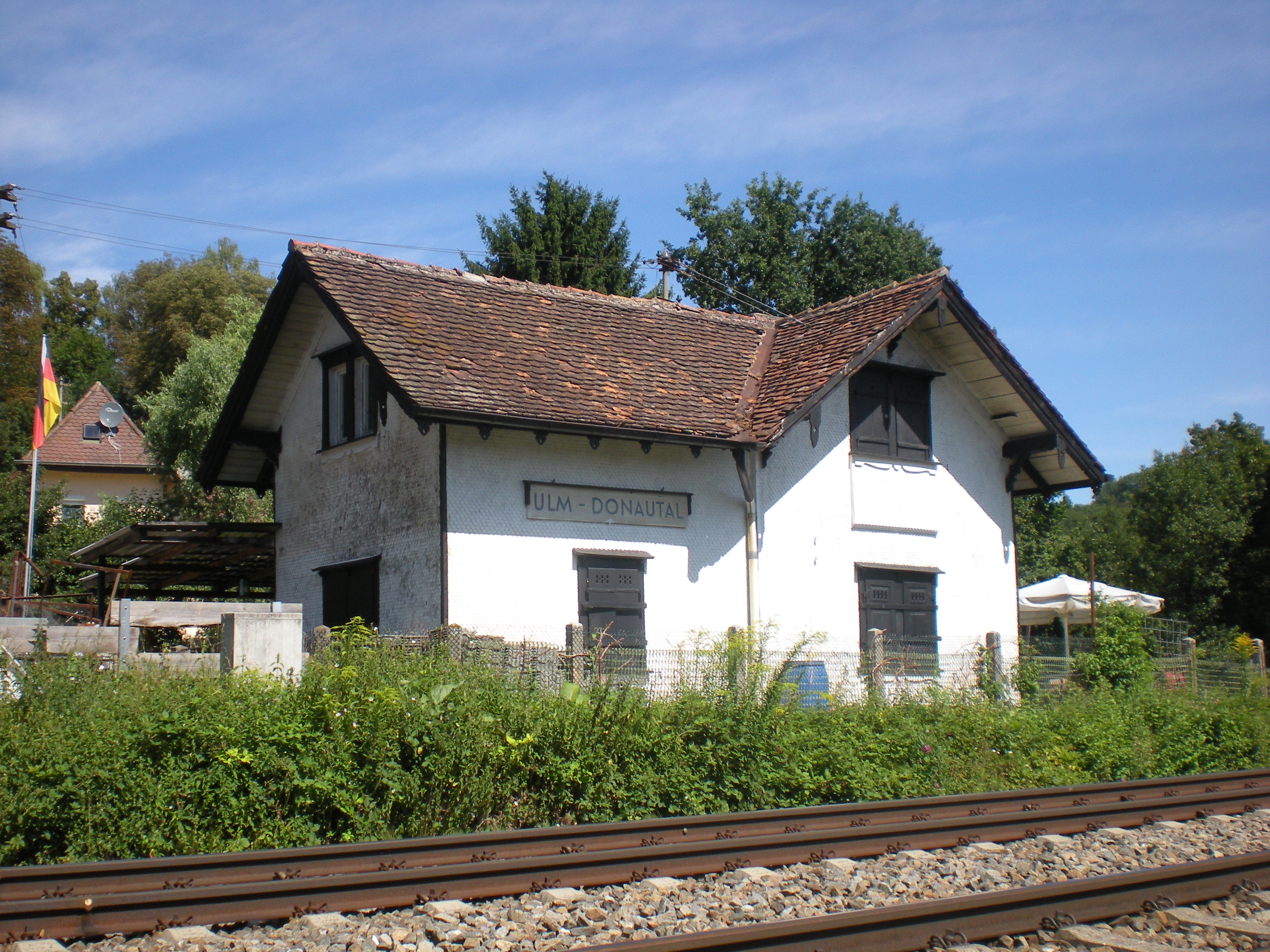
Ehemaliges Empfangsgebäude des Bahnhofs Donautal 2012

Der Bahnhof Ulm-Donautal (Lage) ist ein ehemaliger Bahnhof und eine Ausweichanschlussstelle an der Bahnstrecke Ulm–Friedrichshafen (Südbahn). Er befindet sich nördlich des Ulmer Industriegebiets Donautal. Im Nordwesten des Bahnhofs verläuft die Bundesstraße 311, die an dieser Stelle Illerstraße genannt wird, im Südwesten des Bahnhofs überquert die Wiblinger Allee, die die Bundesstraße mit dem Industriegebiet Donautal verbindet, die Bahnstrecke. Der Bahnhof wurde zusammen mit dem letzten Abschnitt der Südbahn von Biberach (Riß) nach Ulm am 1. Juni 1850 als Haltepunkt Grimmelfingen eröffnet und war anfangs dem Bahnhof Einsingen unterstellt. Am 4. Juni 1903 wurde er mit der Eröffnung des zwei Kilometer weiter im Süden liegenden gleichnamigen Haltepunkts Grimmelfingen zum Haltepunkt Donautal. Am 1. Januar 1926 wurde der Haltepunkt, der bisher nur im Reiseverkehr und beschränkt im Gepäckverkehr benutzt wurde, für die uneingeschränkte Abfertigung von Reisegepäck, Expressgut und Hunden zugelassen. Am 1. Februar 1933 wurde er in Ulm-Donautal umbenannt und am 1. Mai 1938 dem Ulmer Hauptbahnhof unterstellt. Der Haltepunkt wurde von Anfang an hauptsächlich von Lokalzügen, später von Personenzügen bedient. So hielten im Jahr 1944 an Ulm-Donautal zwei Züge der Relation Ulm–Friedrichshafen und drei Züge der Relation Ulm–Laupheim, während alle Schnellzüge den Bahnhof ohne Halt durchfuhren. Am 1. Oktober 1959 wurde der Haltepunkt durch den Einbau von Weichen zum Bahnhof vierter Klasse hochgestuft, am 1. Februar 1968 jedoch zur unbesetzten Haltestelle zurückgestuft.
Am 1. Juni 1986 wurde der Halt für den Personenverkehr aufgegeben und die Station in eine Ausweichanschlussstelle umgewandelt. Das Empfangsgebäude und die Nebengebäude sind noch erhalten. An der Ausweichanschlussstelle zweigt ein Anschlussgleis von der Südbahn ab, das einige Firmen des Industriegebiets Donautal anbindet und auch durch den Haltepunkt Ulm-Donautal verläuft.

### Einsingen
Der Bahnhof Einsingen (Lage) ist ein dreigleisiger Bahnhof an der Bahnstrecke Ulm–Friedrichshafen, der heute nicht mehr im Personenverkehr bedient wird. Er befindet sich östlich des Ulmer Stadtteils Einsingen im Südwesten des Ulmer Industriegebiets Donautal. Im Norden des Bahnhofs überquert die Ensostraße mit einem Bahnübergang die Gleise, sie verbindet den Bahnhof mit dem etwa 600 Meter entfernten Einsingen im Westen und dem etwa zwei Kilometer entfernten Gögglingen-Donaustetten im Osten. Im Westen des Bahnhofs befinden sich ein Parkplatz und die nach dem Bahnhof benannte Straße Bahnhof Einsingen, westlich davon verläuft die Bundesstraße 311, die in diesem Abschnitt Stockachstraße heißt. Der Bahnhof Einsingen wurde zusammen mit dem letzten Abschnitt der Südbahn von Biberach (Riß) nach Ulm am 1. Juni 1850 eröffnet. Im Unterschied zu den Stationen Ulm-Donautal und Ulm-Grimmelfingen wurde er von allen Lokalzügen beziehungsweise Personenzügen bedient. So hielten 1944 an Einsingen fünf Züge der Relation Ulm–Friedrichshafen und drei Züge der Relation Ulm–Laupheim, während alle Schnellzüge den Bahnhof ohne Halt durchfuhren. Später wurde der Bahnhof für den Personenverkehr stillgelegt, sodass er heute nur noch ein Betriebsbahnhof ist.

### Jungingen (Württ)
Der Haltepunkt Jungingen (Württ) (Lage) ist eine ehemalige Station an der Filstalbahn von Stuttgart nach Neu-Ulm. Er befindet sich im Norden des Ulmer Stadtteils Jungingen. Im Norden der Bahnstrecke verläuft die Straße An der Eisenbahn und westlich des Haltepunkts überquert die Landesstraße 1165 die Bahnanlagen. Der Haltepunkt Jungingen wurde am 29. Juni 1850 zusammen mit dem letzten Abschnitt Geislingen–Ulm der Filstalbahn eröffnet. Er wurde nur von Lokalzügen beziehungsweise Personenzügen bedient, während alle Eil- und Schnellzüge sowie einige weitere Personenzüge ihn ohne Halt durchfuhren. So wurde der Haltepunkt 1939 durch zwei Züge von Karlsruhe nach Ulm, fünf Züge von Stuttgart nach Ulm, einen Zug von Göppingen nach Ulm, einen Zug von Geislingen nach Ulm und einen Zug von Saarbrücken nach München bedient. Im Jahr 1973 wurde der Haltepunkt stillgelegt und eine Lärmschutzwand an der Bahnstrecke errichtet.

## Güterbahnhöfe

### Ulm Rangierbahnhof
Ulm Rangierbahnhof (abgekürzt: Ulm Rbf) ist der Rangierbahnhof der Stadt Ulm. Er befindet sich an der Grenze der Ulmer Stadtteile Eselsberg im Norden und Söflingen im Süden westlich der Ulmer Innenstadt. Im Norden des Bahnhofs verläuft die Bahnstrecke Ulm–Sigmaringen. Da der Ulmer Hauptbahnhof um 1900 den steigenden Güterverkehr nicht mehr aufnehmen konnte, wurde von 1903 bis 1911 im Westen der Stadt der Ulmer Rangierbahnhof errichtet. Im Oktober 1906 wurde er teilweise und am 12. Juni 1911 vollständig eröffnet. Neben dem Rangierbahnhof wurde von 1910 bis 1912 das Bahnbetriebswerk Ulm errichtet. Im Zweiten Weltkrieg wurde der Bahnhof zerstört und bis 1962 wieder aufgebaut. Ab den 1970er-Jahren ging der Verkehr zurück und der Bahnhof verlor an Bedeutung, sodass er im Mai 1994 zum Knotenbahnhof zurückgestuft wurde.

### Ulm Umschlagbahnhof

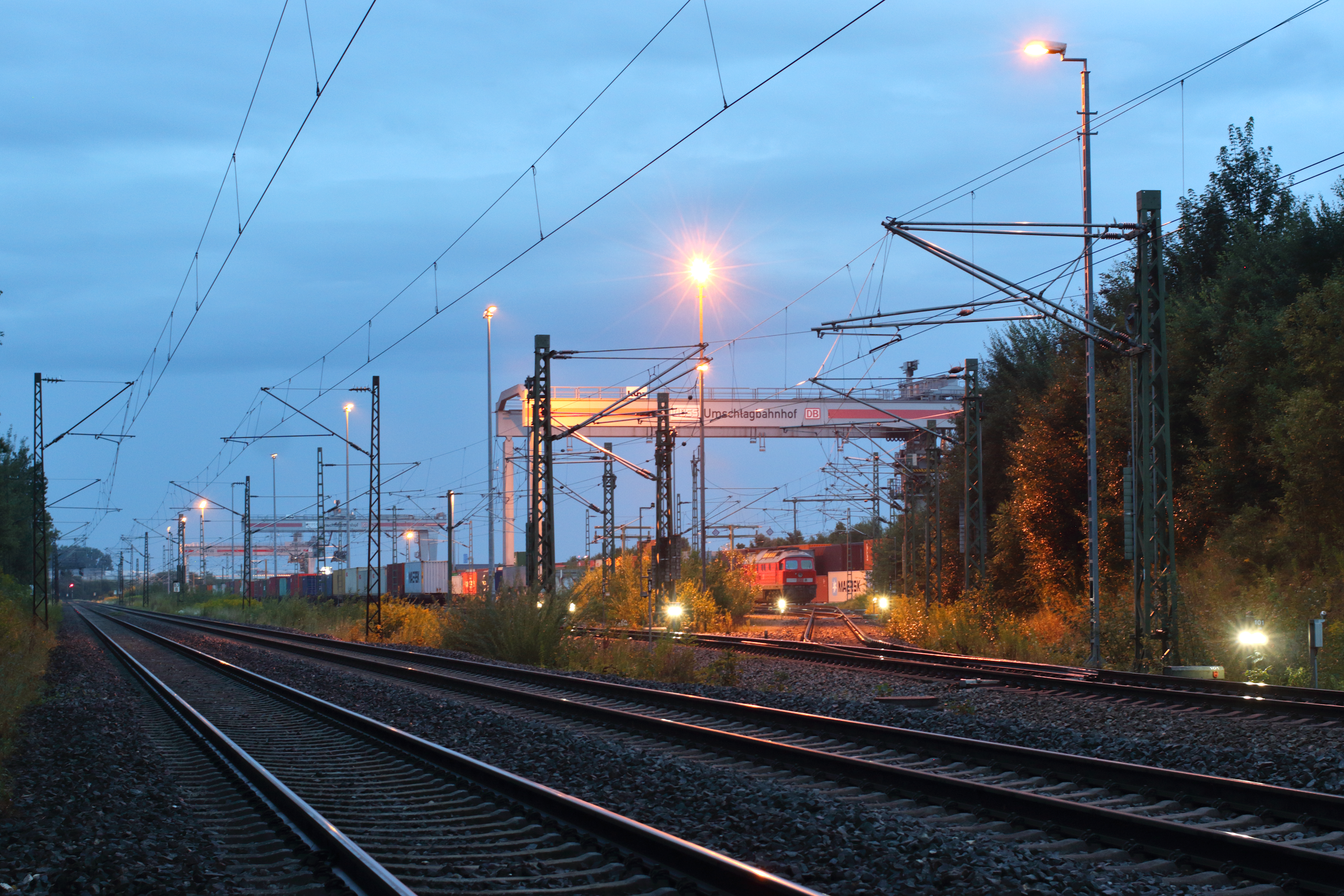
Der Ulmer Umschlagbahnhof

Ulm Umschlagbahnhof (abgekürzt: Ulm Ubf) (Lage) ist ein 2005 eröffneter Umschlag- und Containerbahnhof an der nördlichen Ulmer Stadtgrenze zu Dornstadt. Er ist ein Bahnhofsteil des Bahnhofs Beimerstetten an der Filstalbahn von Ulm nach Stuttgart. Der Umschlagbahnhof verfügt über vier 700 Meter lange Umschlaggleise, drei Abstellgleise und seit 2019 drei Portalkräne. Es können jährlich bis zu 120.000 TEU abgefertigt werden, womit er zu den 13 ganzzugfähigen Großhubs in Deutschland gehört. Der Bahnhof wird durch die Deutsche Umschlaggesellschaft Schiene-Straße (DUSS), einer Tochtergesellschaft der DB Netz AG, betrieben. Derzeit ist er nur in Richtung Stuttgart an den Bahnhof Beimerstetten angebunden. Der geplante Ausbau des Umschlagsbahnhofs sieht ein zweites Modul mit vier Verladegleisen, eine direkte Anbindung der Vorstellgruppe in Richtung Ulm und eine bessere Anbindung an das Straßennetz vor. Dadurch soll die Umschlagkapazität auf 300.000 TEU erhöht werden.